# Canción para los días de la vida
«Canción para los días de la vida» es un tema compuesto por el músico argentino Luis Alberto Spinetta en 1977 y que pertenece a su tercer álbum solista A 18' del sol. 
Ha sido considerada entre las 100 mejores del rock argentino y actualmente es un clásico de la canción argentina.

## La canción
Originalmente fue compuesta para una ópera que Almendra nunca llegó a concretar, y tras la disolución de este grupo, Spinetta decide incluirla en A 18' del sol.
Interpretada solo con una guitarra acústica, se caracteriza por su complejidad armónica y su letra de carácter surrealista.

Fue dedicada a Dante Spinetta.

Este día empieza a crecer,

voy a ver si puedo correr,

con la mañana, silbándome en la espalda
o mirarme en las burbujas.

Tengo que aprender a volar,

entre tanta gente de pie,

cuídan de mis alas, unos gnomos de lata,

que de noche nunca ríen.

Si la lluvia llega hasta aquí,

voy a limitarme a vivir,

mojaré mis alas, como el árbol o el ángel,

o quizás muera de pena.

Tengo mucho tiempo por hoy,

los relojes harán que cante...

Y la espuma gira en torno a mi piel,

me han puesto manos para hablarle a las cosas de mí,

y al fin mi duende nació,

tiene orejas blancas como un soplo de pan y arroz,

y un hongo como nariz,

cuatro pelos locos, y un violín que nunca calla,

solo se desprende, y es igual a las guirnaldas.

Y es que nunca calla, solo se desprende,

y es igual a las guirnaldas...

Este dia es algo de sal,

me dejó vibrando al nacer,

pesa y es liviano, como un hilo sin nombre,

suena un poco a mi guitarra.

Tengo que aprender a ser luz,

entre tanta gente detrás,

me pongo las ramas, de este sol que me espera,

para usarme como al aire.

Y es que al fin, mi duende se abrió,

tiene un corazón de mantel y batón,

y un guiño al ver que todo es verdad.

Ya los gnomos cuidan, a un violín que siempre canta,

nunca se adormece...

y es igual a las guirnaldas.

Y es que nunca calla, solo se desprende,

y es igual a las guirnaldas.
«Canción para los días de la vida»